# Tour d'Abou Dabi 2017
La 3e édition du Tour d'Abou Dabi a lieu du 23 au 26 février 2017. Elle fait partie du calendrier UCI World Tour 2017 en catégorie 2.UWT. Les deux premières éditions de la course se déroulaient en octobre et comptaient pour l'UCI Asia Tour, en catégorie 2.1 en 2015 puis 2.HC en 2016.

## Équipes
| WorldTeams (16)- AG2R La Mondiale - Astana - Bahrain-Merida - BMC Racing Team - Bora-Hansgrohe - Dimension Data - Katusha-Alpecin - Lotto NL-Jumbo - Lotto-Soudal - Movistar Team - Orica-Scott - Quick-Step Floors - Sky - Team Sunweb - Trek-Segafredo - UAE Team Emirates Équipes continentales professionnelles (4)- Bardiani CSF - Gazprom-RusVelo - Nippo-Vini Fantini - Novo Nordisk |
| |

## Étapes
| Étape     | Date    | Villes étapes                           | type                      | Distance (km) | Vainqueur d'étape | Leader du classement général |
| --------- | ------- | --------------------------------------- | ------------------------- | ------------- | ----------------- | ---------------------------- |
| 1re étape | 23 fév. | Abou Dabi – Madinat Zayed               | étape de plaine           | 189           | Mark Cavendish    | Mark Cavendish               |
| 2e étape  | 24 fév. | Al Maryah Island – Abou Dabi            | étape de plaine           | 153           | Marcel Kittel     | Mark Cavendish               |
| 3e étape  | 25 fév. | stade Hazza Bin Zayed – Jebel Hafeet    | étape de moyenne montagne | 186           | Rui Costa         | Rui Costa                    |
| 4e étape  | 26 fév. | Circuit Yas Marina – Circuit Yas Marina | étape de plaine           | 143           | Caleb Ewan        | Rui Costa                    |

## Déroulement de la course

### 1reétape
| \| Classement de l'étape \| Classement de l'étape \| Classement de l'étape \| Classement de l'étape \| Classement de l'étape \| \| Coureur \| Coureur \| Pays \| Équipe \| Temps \| \| --------------------- \| --------------------- \| --------------------- \| --------------------- \| --------------------- \| \| 1er \| Mark Cavendish \| Royaume-Uni \| Dimension Data \| 4 h 37 min 06 s \| \| 2e \| André Greipel \| Allemagne \| Lotto-Soudal \| + 0 s \| \| 3e \| Niccolò Bonifazio \| Italie \| Bahrain-Merida \| + 0 s \| \| 4e \| Simone Consonni \| Italie \| UAE Team Emirates \| + 0 s \| \| 5e \| Elia Viviani \| Italie \| Team Sky \| + 0 s \| \| 6e \| Roger Kluge \| Allemagne \| Orica-Scott \| + 0 s \| \| 7e \| Alexander Porsev \| Russie \| Gazprom-RusVelo \| + 0 s \| \| 8e \| Matteo Pelucchi \| Italie \| Bora-Hansgrohe \| + 0 s \| \| 9e \| Nicola Ruffoni \| Italie \| Bardiani CSF \| + 0 s \| \| 10e \| Eduard-Michael Grosu \| Roumanie \| Nippo-Vini Fantini \| + 0 s \| |                      |             |                    |                 |
| |                      |             |                    |                 |
| Source : ProCyclingStats |                      |             |                    |                 |
| Classement de l'étape |                      |             |                    |                 |
| Coureur | Coureur              | Pays        | Équipe             | Temps           |
| 1er | Mark Cavendish       | Royaume-Uni | Dimension Data     | 4 h 37 min 06 s |
| 2e | André Greipel        | Allemagne   | Lotto-Soudal       | + 0 s           |
| 3e | Niccolò Bonifazio    | Italie      | Bahrain-Merida     | + 0 s           |
| 4e | Simone Consonni      | Italie      | UAE Team Emirates  | + 0 s           |
| 5e | Elia Viviani         | Italie      | Team Sky           | + 0 s           |
| 6e | Roger Kluge          | Allemagne   | Orica-Scott        | + 0 s           |
| 7e | Alexander Porsev     | Russie      | Gazprom-RusVelo    | + 0 s           |
| 8e | Matteo Pelucchi      | Italie      | Bora-Hansgrohe     | + 0 s           |
| 9e | Nicola Ruffoni       | Italie      | Bardiani CSF       | + 0 s           |
| 10e | Eduard-Michael Grosu | Roumanie    | Nippo-Vini Fantini | + 0 s           |

| \| Classement général \| Classement général \| Classement général \| Classement général \| Classement général \| \| Coureur \| Coureur \| Pays \| Équipe \| Temps \| \| ------------------ \| ------------------ \| ------------------ \| ------------------ \| ------------------ \| \| 1er \| Mark Cavendish \| Royaume-Uni \| Dimension Data \| 4 h 36 min 56 s \| \| 2e \| André Greipel \| Allemagne \| Lotto-Soudal \| + 4 s \| \| 3e \| Manuele Mori \| Italie \| UAE Team Emirates \| + 4 s \| \| 4e \| Niccolò Bonifazio \| Italie \| Bahrain-Merida \| + 6 s \| \| 5e \| Mirco Maestri \| Italie \| Bardiani CSF \| + 8 s \| \| 6e \| Kazushige Kuboki \| Japon \| Nippo-Vini Fantini \| + 8 s \| \| 7e \| Simone Consonni \| Italie \| UAE Team Emirates \| + 10 s \| \| 8e \| Elia Viviani \| Italie \| Team Sky \| + 10 s \| \| 9e \| Roger Kluge \| Allemagne \| Orica-Scott \| + 10 s \| \| 10e \| Alexander Porsev \| Russie \| Gazprom-RusVelo \| + 10 s \| |                   |             |                    |                 |
| |                   |             |                    |                 |
| Source : ProCyclingStats |                   |             |                    |                 |
| Classement général |                   |             |                    |                 |
| Coureur | Coureur           | Pays        | Équipe             | Temps           |
| 1er | Mark Cavendish    | Royaume-Uni | Dimension Data     | 4 h 36 min 56 s |
| 2e | André Greipel     | Allemagne   | Lotto-Soudal       | + 4 s           |
| 3e | Manuele Mori      | Italie      | UAE Team Emirates  | + 4 s           |
| 4e | Niccolò Bonifazio | Italie      | Bahrain-Merida     | + 6 s           |
| 5e | Mirco Maestri     | Italie      | Bardiani CSF       | + 8 s           |
| 6e | Kazushige Kuboki  | Japon       | Nippo-Vini Fantini | + 8 s           |
| 7e | Simone Consonni   | Italie      | UAE Team Emirates  | + 10 s          |
| 8e | Elia Viviani      | Italie      | Team Sky           | + 10 s          |
| 9e | Roger Kluge       | Allemagne   | Orica-Scott        | + 10 s          |
| 10e | Alexander Porsev  | Russie      | Gazprom-RusVelo    | + 10 s          |

### 2eétape
| \| Classement de l'étape \| Classement de l'étape \| Classement de l'étape \| Classement de l'étape \| Classement de l'étape \| \| Coureur \| Coureur \| Pays \| Équipe \| Temps \| \| --------------------- \| --------------------- \| --------------------- \| --------------------- \| --------------------- \| \| 1er \| Marcel Kittel \| Allemagne \| Quick-Step Floors \| 3 h 28 min 11 s \| \| 2e \| Caleb Ewan \| Australie \| Orica-Scott \| + 0 s \| \| 3e \| Mark Cavendish \| Royaume-Uni \| Dimension Data \| + 0 s \| \| 4e \| Matteo Pelucchi \| Italie \| Bora-Hansgrohe \| + 0 s \| \| 5e \| Phil Bauhaus \| Allemagne \| Team Sunweb \| + 0 s \| \| 6e \| Elia Viviani \| Italie \| Team Sky \| + 0 s \| \| 7e \| Andrea Guardini \| Italie \| UAE Team Emirates \| + 0 s \| \| 8e \| Eduard-Michael Grosu \| Roumanie \| Nippo-Vini Fantini \| + 0 s \| \| 9e \| André Greipel \| Allemagne \| Lotto-Soudal \| + 0 s \| \| 10e \| Alexander Porsev \| Russie \| Gazprom-RusVelo \| + 0 s \| |                      |             |                    |                 |
| |                      |             |                    |                 |
| Source : ProCyclingStats |                      |             |                    |                 |
| Classement de l'étape |                      |             |                    |                 |
| Coureur | Coureur              | Pays        | Équipe             | Temps           |
| 1er | Marcel Kittel        | Allemagne   | Quick-Step Floors  | 3 h 28 min 11 s |
| 2e | Caleb Ewan           | Australie   | Orica-Scott        | + 0 s           |
| 3e | Mark Cavendish       | Royaume-Uni | Dimension Data     | + 0 s           |
| 4e | Matteo Pelucchi      | Italie      | Bora-Hansgrohe     | + 0 s           |
| 5e | Phil Bauhaus         | Allemagne   | Team Sunweb        | + 0 s           |
| 6e | Elia Viviani         | Italie      | Team Sky           | + 0 s           |
| 7e | Andrea Guardini      | Italie      | UAE Team Emirates  | + 0 s           |
| 8e | Eduard-Michael Grosu | Roumanie    | Nippo-Vini Fantini | + 0 s           |
| 9e | André Greipel        | Allemagne   | Lotto-Soudal       | + 0 s           |
| 10e | Alexander Porsev     | Russie      | Gazprom-RusVelo    | + 0 s           |

| \| Classement général \| Classement général \| Classement général \| Classement général \| Classement général \| \| Coureur \| Coureur \| Pays \| Équipe \| Temps \| \| ------------------ \| ------------------ \| ------------------ \| ------------------ \| ------------------ \| \| 1er \| Mark Cavendish \| Royaume-Uni \| Dimension Data \| 8 h 05 min 03 s \| \| 2e \| Marcel Kittel \| Allemagne \| Quick-Step Floors \| + 4 s \| \| 3e \| André Greipel \| Allemagne \| Lotto-Soudal \| + 8 s \| \| 4e \| Marco Canola \| Italie \| Nippo-Vini Fantini \| + 8 s \| \| 5e \| Caleb Ewan \| Australie \| Orica-Scott \| + 8 s \| \| 6e \| Manuele Mori \| Italie \| UAE Team Emirates \| + 8 s \| \| 7e \| Niccolò Bonifazio \| Italie \| Bahrain-Merida \| + 10 s \| \| 8e \| Fabio Calabria \| Australie \| Team Novo Nordisk \| + 11 s \| \| 9e \| Mirco Maestri \| Italie \| Bardiani CSF \| + 12 s \| \| 10e \| Kazushige Kuboki \| Japon \| Nippo-Vini Fantini \| + 12 s \| |                   |             |                    |                 |
| |                   |             |                    |                 |
| Source : ProCyclingStats |                   |             |                    |                 |
| Classement général |                   |             |                    |                 |
| Coureur | Coureur           | Pays        | Équipe             | Temps           |
| 1er | Mark Cavendish    | Royaume-Uni | Dimension Data     | 8 h 05 min 03 s |
| 2e | Marcel Kittel     | Allemagne   | Quick-Step Floors  | + 4 s           |
| 3e | André Greipel     | Allemagne   | Lotto-Soudal       | + 8 s           |
| 4e | Marco Canola      | Italie      | Nippo-Vini Fantini | + 8 s           |
| 5e | Caleb Ewan        | Australie   | Orica-Scott        | + 8 s           |
| 6e | Manuele Mori      | Italie      | UAE Team Emirates  | + 8 s           |
| 7e | Niccolò Bonifazio | Italie      | Bahrain-Merida     | + 10 s          |
| 8e | Fabio Calabria    | Australie   | Team Novo Nordisk  | + 11 s          |
| 9e | Mirco Maestri     | Italie      | Bardiani CSF       | + 12 s          |
| 10e | Kazushige Kuboki  | Japon       | Nippo-Vini Fantini | + 12 s          |

### 3eétape
| \| Classement de l'étape \| Classement de l'étape \| Classement de l'étape \| Classement de l'étape \| Classement de l'étape \| \| Coureur \| Coureur \| Pays \| Équipe \| Temps \| \| --------------------- \| --------------------- \| --------------------- \| --------------------- \| --------------------- \| \| 1er \| Rui Costa \| Portugal \| UAE Team Emirates \| 4 h 34 min 08 s \| \| 2e \| Ilnur Zakarin \| Russie \| Katusha-Alpecin \| + 0 s \| \| 3e \| Tom Dumoulin \| Pays-Bas \| Team Sunweb \| + 10 s \| \| 4e \| Bauke Mollema \| Pays-Bas \| Trek-Segafredo \| + 28 s \| \| 5e \| Julian Alaphilippe \| France \| Quick-Step Floors \| + 46 s \| \| 6e \| Fabio Aru \| Italie \| Astana \| + 46 s \| \| 7e \| Rafał Majka \| Pologne \| Bora-Hansgrohe \| + 46 s \| \| 8e \| George Bennett \| Nouvelle-Zélande \| LottoNL-Jumbo \| + 46 s \| \| 9e \| Domenico Pozzovivo \| Italie \| AG2R La Mondiale \| + 46 s \| \| 10e \| Nairo Quintana \| Colombie \| Movistar Team \| + 58 s \| |                    |                  |                   |                 |
| |                    |                  |                   |                 |
| Source : ProCyclingStats |                    |                  |                   |                 |
| Classement de l'étape |                    |                  |                   |                 |
| Coureur | Coureur            | Pays             | Équipe            | Temps           |
| 1er | Rui Costa          | Portugal         | UAE Team Emirates | 4 h 34 min 08 s |
| 2e | Ilnur Zakarin      | Russie           | Katusha-Alpecin   | + 0 s           |
| 3e | Tom Dumoulin       | Pays-Bas         | Team Sunweb       | + 10 s          |
| 4e | Bauke Mollema      | Pays-Bas         | Trek-Segafredo    | + 28 s          |
| 5e | Julian Alaphilippe | France           | Quick-Step Floors | + 46 s          |
| 6e | Fabio Aru          | Italie           | Astana            | + 46 s          |
| 7e | Rafał Majka        | Pologne          | Bora-Hansgrohe    | + 46 s          |
| 8e | George Bennett     | Nouvelle-Zélande | LottoNL-Jumbo     | + 46 s          |
| 9e | Domenico Pozzovivo | Italie           | AG2R La Mondiale  | + 46 s          |
| 10e | Nairo Quintana     | Colombie         | Movistar Team     | + 58 s          |

| \| Classement général \| Classement général \| Classement général \| Classement général \| Classement général \| \| Coureur \| Coureur \| Pays \| Équipe \| Temps \| \| ------------------ \| ------------------ \| ------------------ \| ------------------ \| ------------------ \| \| 1er \| Rui Costa \| Portugal \| UAE Team Emirates \| 12 h 39 min 15 s \| \| 2e \| Ilnur Zakarin \| Russie \| Katusha-Alpecin \| + 4 s \| \| 3e \| Tom Dumoulin \| Pays-Bas \| Team Sunweb \| + 16 s \| \| 4e \| Bauke Mollema \| Pays-Bas \| Trek-Segafredo \| + 38 s \| \| 5e \| Rafał Majka \| Pologne \| Bora-Hansgrohe \| + 56 s \| \| 6e \| George Bennett \| Nouvelle-Zélande \| LottoNL-Jumbo \| + 56 s \| \| 7e \| Fabio Aru \| Italie \| Astana \| + 56 s \| \| 8e \| Domenico Pozzovivo \| Italie \| AG2R La Mondiale \| + 56 s \| \| 9e \| Julian Alaphilippe \| France \| Quick-Step Floors \| + 56 s \| \| 10e \| Romain Bardet \| France \| AG2R La Mondiale \| + 1 min 08 s \| |                    |                  |                   |                  |
| |                    |                  |                   |                  |
| Source : ProCyclingStats |                    |                  |                   |                  |
| Classement général |                    |                  |                   |                  |
| Coureur | Coureur            | Pays             | Équipe            | Temps            |
| 1er | Rui Costa          | Portugal         | UAE Team Emirates | 12 h 39 min 15 s |
| 2e | Ilnur Zakarin      | Russie           | Katusha-Alpecin   | + 4 s            |
| 3e | Tom Dumoulin       | Pays-Bas         | Team Sunweb       | + 16 s           |
| 4e | Bauke Mollema      | Pays-Bas         | Trek-Segafredo    | + 38 s           |
| 5e | Rafał Majka        | Pologne          | Bora-Hansgrohe    | + 56 s           |
| 6e | George Bennett     | Nouvelle-Zélande | LottoNL-Jumbo     | + 56 s           |
| 7e | Fabio Aru          | Italie           | Astana            | + 56 s           |
| 8e | Domenico Pozzovivo | Italie           | AG2R La Mondiale  | + 56 s           |
| 9e | Julian Alaphilippe | France           | Quick-Step Floors | + 56 s           |
| 10e | Romain Bardet      | France           | AG2R La Mondiale  | + 1 min 08 s     |

### 4eétape
| \| Classement de l'étape \| Classement de l'étape \| Classement de l'étape \| Classement de l'étape \| Classement de l'étape \| \| Coureur \| Coureur \| Pays \| Équipe \| Temps \| \| --------------------- \| --------------------- \| --------------------- \| --------------------- \| --------------------- \| \| 1er \| Caleb Ewan \| Australie \| Orica-Scott \| 3 h 03 min 06 s \| \| 2e \| Mark Cavendish \| Royaume-Uni \| Dimension Data \| + 0 s \| \| 3e \| André Greipel \| Allemagne \| Lotto-Soudal \| + 0 s \| \| 4e \| Niccolò Bonifazio \| Italie \| Bahrain-Merida \| + 0 s \| \| 5e \| Matteo Pelucchi \| Italie \| Bora-Hansgrohe \| + 0 s \| \| 6e \| Roger Kluge \| Allemagne \| Orica-Scott \| + 0 s \| \| 7e \| Julian Alaphilippe \| France \| Quick-Step Floors \| + 0 s \| \| 8e \| Alexander Porsev \| Russie \| Gazprom-RusVelo \| + 0 s \| \| 9e \| Kiel Reijnen \| États-Unis \| Trek-Segafredo \| + 0 s \| \| 10e \| Rick Zabel \| Allemagne \| Katusha-Alpecin \| + 0 s \| |                    |             |                   |                 |
| |                    |             |                   |                 |
| Source : ProCyclingStats |                    |             |                   |                 |
| Classement de l'étape |                    |             |                   |                 |
| Coureur | Coureur            | Pays        | Équipe            | Temps           |
| 1er | Caleb Ewan         | Australie   | Orica-Scott       | 3 h 03 min 06 s |
| 2e | Mark Cavendish     | Royaume-Uni | Dimension Data    | + 0 s           |
| 3e | André Greipel      | Allemagne   | Lotto-Soudal      | + 0 s           |
| 4e | Niccolò Bonifazio  | Italie      | Bahrain-Merida    | + 0 s           |
| 5e | Matteo Pelucchi    | Italie      | Bora-Hansgrohe    | + 0 s           |
| 6e | Roger Kluge        | Allemagne   | Orica-Scott       | + 0 s           |
| 7e | Julian Alaphilippe | France      | Quick-Step Floors | + 0 s           |
| 8e | Alexander Porsev   | Russie      | Gazprom-RusVelo   | + 0 s           |
| 9e | Kiel Reijnen       | États-Unis  | Trek-Segafredo    | + 0 s           |
| 10e | Rick Zabel         | Allemagne   | Katusha-Alpecin   | + 0 s           |

## Classements finals

### Classement général final
| \| Classement général \| Classement général \| Classement général \| Classement général \| Classement général \| \| Coureur \| Coureur \| Pays \| Équipe \| Temps \| \| ------------------ \| ------------------ \| ------------------ \| ------------------ \| ------------------ \| \| 1er \| Rui Costa \| Portugal \| UAE Team Emirates \| 15 h 42 min 21 s \| \| 2e \| Ilnur Zakarin \| Russie \| Katusha-Alpecin \| + 4 s \| \| 3e \| Tom Dumoulin \| Pays-Bas \| Team Sunweb \| + 16 s \| \| 4e \| Bauke Mollema \| Pays-Bas \| Trek-Segafredo \| + 38 s \| \| 5e \| Julian Alaphilippe \| France \| Quick-Step Floors \| + 53 s \| \| 6e \| Rafał Majka \| Pologne \| Bora-Hansgrohe \| + 56 s \| \| 7e \| George Bennett \| Nouvelle-Zélande \| LottoNL-Jumbo \| + 56 s \| \| 8e \| Fabio Aru \| Italie \| Astana \| + 56 s \| \| 9e \| Domenico Pozzovivo \| Italie \| AG2R La Mondiale \| + 56 s \| \| 10e \| Patrick Konrad \| Autriche \| Bora-Hansgrohe \| + 1 min 07 s \| |                    |                  |                   |                  |
| |                    |                  |                   |                  |
| Source : ProCyclingStats |                    |                  |                   |                  |
| Classement général |                    |                  |                   |                  |
| Coureur | Coureur            | Pays             | Équipe            | Temps            |
| 1er | Rui Costa          | Portugal         | UAE Team Emirates | 15 h 42 min 21 s |
| 2e | Ilnur Zakarin      | Russie           | Katusha-Alpecin   | + 4 s            |
| 3e | Tom Dumoulin       | Pays-Bas         | Team Sunweb       | + 16 s           |
| 4e | Bauke Mollema      | Pays-Bas         | Trek-Segafredo    | + 38 s           |
| 5e | Julian Alaphilippe | France           | Quick-Step Floors | + 53 s           |
| 6e | Rafał Majka        | Pologne          | Bora-Hansgrohe    | + 56 s           |
| 7e | George Bennett     | Nouvelle-Zélande | LottoNL-Jumbo     | + 56 s           |
| 8e | Fabio Aru          | Italie           | Astana            | + 56 s           |
| 9e | Domenico Pozzovivo | Italie           | AG2R La Mondiale  | + 56 s           |
| 10e | Patrick Konrad     | Autriche         | Bora-Hansgrohe    | + 1 min 07 s     |

## Liste des participants
| Astana AST          | Astana AST                     | Astana AST |
| ------------------- | ------------------------------ | ---------- |
| Num                 | Coureur                        | Pos        |
| 1                   | Tanel Kangert (EST)            | 23e        |
| 2                   | Fabio Aru (ITA)                | 8e         |
| 3                   | Peio Bilbao (ESP)              | 71e        |
| 4                   | Dario Cataldo (ITA)            | 58e        |
| 5                   | Sergey Chernetskiy (RUS) (Clm) | 54e        |
| 6                   | Riccardo Minali (ITA)          | 94e        |
| 7                   | Paolo Tiralongo (ITA)          | 36e        |
| 8                   | Artyom Zakharov (KAZ)          | 82e        |
| Directeur sportif : |                                |            |

| AG2R La Mondiale ALM | AG2R La Mondiale ALM     | AG2R La Mondiale ALM |
| -------------------- | ------------------------ | -------------------- |
| Num                  | Coureur                  | Pos                  |
| 11                   | Romain Bardet (FRA)      | 12e                  |
| 12                   | Axel Domont (FRA)        | 35e                  |
| 13                   | Sondre Holst Enger (NOR) | AB-3                 |
| 14                   | Mathias Frank (SUI)      | 17e                  |
| 15                   | Ben Gastauer (LUX)       | 33e                  |
| 16                   | Cyril Gautier (FRA)      | 27e                  |
| 17                   | Domenico Pozzovivo (ITA) | 9e                   |
| 18                   | Christophe Riblon (FRA)  | AB-4                 |
| Directeur sportif :  |                          |                      |

| Bahrain-Merida TBM  | Bahrain-Merida TBM                    | Bahrain-Merida TBM |
| ------------------- | ------------------------------------- | ------------------ |
| Num                 | Coureur                               | Pos                |
| 21                  | Vincenzo Nibali (ITA)                 | 16e                |
| 22                  | Valerio Agnoli (ITA)                  | 60e                |
| 23                  | Manuele Boaro (ITA)                   | 135e               |
| 24                  | Niccolo Bonifazio (ITA)               | 120e               |
| 25                  | Janez Brajkovič (SLO)                 | 47e                |
| 26                  | Ramūnas Navardauskas (LTU) (Route)    | 119e               |
| 27                  | Franco Pellizotti (ITA)               | 48e                |
| 28                  | Kanstantsin Siutsou (BLR) (Route/Clm) | 53e                |
| Directeur sportif : |                                       |                    |

| Bardiani CSF BRD    | Bardiani CSF BRD         | Bardiani CSF BRD |
| ------------------- | ------------------------ | ---------------- |
| Num                 | Coureur                  | Pos              |
| 31                  | Stefano Pirazzi (ITA)    | AB-4             |
| 32                  | Simone Andreetta (ITA)   | AB-4             |
| 33                  | Nicola Boem (ITA)        | 138e             |
| 34                  | Mirco Maestri (ITA)      | 89e              |
| 35                  | Nicola Ruffoni (ITA)     | 141e             |
| 36                  | Alessandro Tonelli (ITA) | AB-4             |
| 37                  | Luca Wackermann (ITA)    | AB-4             |
| 28                  | Edoardo Zardini (ITA)    | 128e             |
| Directeur sportif : |                          |                  |

| BMC Racing BMC      | BMC Racing BMC                  | BMC Racing BMC |
| ------------------- | ------------------------------- | -------------- |
| Num                 | Coureur                         | Pos            |
| 41                  | Tejay Van Garderen (USA)        | 57e            |
| 42                  | Alessandro De Marchi (ITA)      | 113e           |
| 43                  | Manuel Quinziato (ITA) (Clm)    | 106e           |
| 44                  | Nicolas Roche (IRL) (Route/Clm) | 31e            |
| 45                  | Samuel Sánchez (ESP)            | 44e            |
| 46                  | Manuel Senni (ITA)              | 38e            |
| 47                  | Dylan Teuns (BEL)               | 45e            |
| 48                  | Loïc Vliegen (BEL)              | 72e            |
| Directeur sportif : |                                 |                |

| Bora-Hansgrohe BOH  | Bora-Hansgrohe BOH        | Bora-Hansgrohe BOH |
| ------------------- | ------------------------- | ------------------ |
| Num                 | Coureur                   | Pos                |
| 51                  | Rafał Majka (POL) (Route) | 6e                 |
| 52                  | Erik Baška (SVK)          | 137e               |
| 53                  | Emanuel Buchmann (GER)    | 42e                |
| 54                  | Patrick Konrad (AUT)      | 10e                |
| 55                  | Matteo Pelucchi (ITA)     | 91e                |
| 56                  | Paweł Poljański (POL)     | 59e                |
| 57                  | Juraj Sagan (SVK) (Route) | 121e               |
| 58                  | Rüdiger Selig (GER)       | 114e               |
| Directeur sportif : |                           |                    |

| Gazprom-RusVelo GAZ | Gazprom-RusVelo GAZ     | Gazprom-RusVelo GAZ |
| ------------------- | ----------------------- | ------------------- |
| Num                 | Coureur                 | Pos                 |
| 61                  | Sergey Firsanov (RUS)   | 32e                 |
| 62                  | Pavel Brutt (RUS)       | 107e                |
| 63                  | Artur Ershov (RUS)      | 81e                 |
| 64                  | Alexander Porsev (RUS)  | 92e                 |
| 65                  | Ivan Rovny (RUS)        | 51e                 |
| 66                  | Ivan Savitskiy (RUS)    | 105e                |
| 67                  | Kirill Sveshnikov (RUS) | AB-4                |
| 68                  | Nikolay Trusov (RUS)    | 123e                |
| Directeur sportif : |                         |                     |

| Lotto-Soudal LTS    | Lotto-Soudal LTS            | Lotto-Soudal LTS |
| ------------------- | --------------------------- | ---------------- |
| Num                 | Coureur                     | Pos              |
| 71                  | André Greipel (GER) (Route) | 68e              |
| 72                  | Lars Bak (DEN)              | 63e              |
| 73                  | Sean De Bie (BEL)           | 83e              |
| 74                  | Adam Hansen (AUS)           | 61e              |
| 75                  | Maxime Monfort (BEL)        | 55e              |
| 76                  | Sander Armée (BEL)          | 118e             |
| 77                  | Rafael Valls (ESP)          | 14e              |
| 78                  | Louis Vervaeke (BEL)        | 30e              |
| Directeur sportif : |                             |                  |

| Movistar MOV        | Movistar MOV             | Movistar MOV |
| ------------------- | ------------------------ | ------------ |
| Num                 | Coureur                  | Pos          |
| 81                  | Nairo Quintana (COL)     | 13e          |
| 82                  | Daniele Bennati (ITA)    | 96e          |
| 83                  | Imanol Erviti (ESP)      | 102e         |
| 84                  | Alex Dowsett (GBR) (Clm) | 109e         |
| 85                  | Rubén Fernández (ESP)    | 34e          |
| 86                  | Jesús Herrada (ESP)      | 19e          |
| 87                  | Jorge Arcas (ESP)        | 90e          |
| 88                  | Jasha Sütterlin (GER)    | 97e          |
| Directeur sportif : |                          |              |

| Nippo-Vini Fantini NIP | Nippo-Vini Fantini NIP     | Nippo-Vini Fantini NIP |
| ---------------------- | -------------------------- | ---------------------- |
| Num                    | Coureur                    | Pos                    |
| 91                     | Julián Arredondo (COL)     | AB-4                   |
| 92                     | Marco Canola (ITA)         | 66e                    |
| 93                     | Pierpaolo De Negri (ITA)   | 84e                    |
| 94                     | Iuri Filosi (ITA)          | 67e                    |
| 95                     | Eduard-Michael Grosu (ROU) | 130e                   |
| 96                     | Yūma Koishi (JPN)          | 124e                   |
| 97                     | Kazushige Kuboki (JPN)     | AB-4                   |
| 98                     | Alan Marangoni (ITA)       | 132e                   |
| Directeur sportif :    |                            |                        |

| Orica-Scott ORS     | Orica-Scott ORS               | Orica-Scott ORS |
| ------------------- | ----------------------------- | --------------- |
| Num                 | Coureur                       | Pos             |
| 101                 | Roman Kreuziger (CZE) (Route) | 22e             |
| 102                 | Alexander Edmondson (AUS)     | 133e            |
| 103                 | Caleb Ewan (AUS)              | 86e             |
| 104                 | Jack Haig (AUS)               | 25e             |
| 105                 | Roger Kluge (GER)             | 93e             |
| 106                 | Luka Mezgec (SLO)             | 115e            |
| 107                 | Robert Power (AUS)            | 76e             |
| 108                 | Carlos Verona (ESP)           | 24e             |
| Directeur sportif : |                               |                 |

| Quick-Step Floors QST | Quick-Step Floors QST    | Quick-Step Floors QST |
| --------------------- | ------------------------ | --------------------- |
| Num                   | Coureur                  | Pos                   |
| 111                   | Marcel Kittel (GER)      | 87e                   |
| 112                   | Julian Alaphilippe (FRA) | 5e                    |
| 113                   | Jack Bauer (NZL) (Clm)   | 101e                  |
| 114                   | Gianluca Brambilla (ITA) | 26e                   |
| 115                   | Davide Martinelli (ITA)  | 125e                  |
| 116                   | Fabio Sabatini (ITA)     | 108e                  |
| 117                   | Pieter Serry (BEL)       | 39e                   |
| 118                   | Petr Vakoč (CZE)         | 74e                   |
| Directeur sportif :   |                          |                       |

| Dimension Data DDD  | Dimension Data DDD                     | Dimension Data DDD |
| ------------------- | -------------------------------------- | ------------------ |
| Num                 | Coureur                                | Pos                |
| 121                 | Mark Cavendish (GBR)                   | 85e                |
| 122                 | Igor Antón (ESP)                       | AB-4               |
| 123                 | Bernhard Eisel (AUT)                   | 140e               |
| 124                 | Reinardt J. v. Rensburg (RSA) (Route)  | 75e                |
| 125                 | Merhawi Kudus (ERI)                    | 43e                |
| 126                 | Mark Renshaw (AUS)                     | 122e               |
| 127                 | Daniel Teklehaimanot (ERI) (Route/Clm) | NP-2               |
| 128                 | Johann van Zyl (RSA)                   | 139e               |
| Directeur sportif : |                                        |                    |

| Katusha-Alpecin KAT | Katusha-Alpecin KAT           | Katusha-Alpecin KAT |
| ------------------- | ----------------------------- | ------------------- |
| Num                 | Coureur                       | Pos                 |
| 131                 | Maxim Belkov (RUS)            | 111e                |
| 132                 | Robert Kišerlovski (CRO)      | 46e                 |
| 133                 | Pavel Kochetkov (RUS) (Route) |                     |
| 134                 | Alberto Losada (ESP)          | 49e                 |
| 135                 | Jhonatan Restrepo (COL)       | 112e                |
| 136                 | Rein Taaramäe (EST)           | 50e                 |
| 137                 | Rick Zabel (GER)              | 77e                 |
| 138                 | Ilnur Zakarin (RUS)           | 2e                  |
| Directeur sportif : |                               |                     |

| Lotto-NL Jumbo TNJ  | Lotto-NL Jumbo TNJ      | Lotto-NL Jumbo TNJ |
| ------------------- | ----------------------- | ------------------ |
| Num                 | Coureur                 | Pos                |
| 141                 | Steven Kruijswijk (NED) | 21e                |
| 142                 | Enrico Battaglin (ITA)  | 78e                |
| 143                 | George Bennett (NZL)    | 7e                 |
| 144                 | Robert Gesink (NED)     | 18e                |
| 145                 | Bert-Jan Lindeman (NED) | 100e               |
| 146                 | Juan José Lobato (ESP)  | NP-2               |
| 147                 | Paul Martens (GER)      | 73e                |
| 148                 | Alexey Vermeulen (USA)  | 56e                |
| Directeur sportif : |                         |                    |

| Novo Nordisk TNN    | Novo Nordisk TNN        | Novo Nordisk TNN |
| ------------------- | ----------------------- | ---------------- |
| Num                 | Coureur                 | Pos              |
| 151                 | Fabio Calabria (AUS)    | 129e             |
| 152                 | Edward Clancy (IRL)     | AB-4             |
| 153                 | Joonas Henttala (FIN)   | 99e              |
| 154                 | David Lozano (ESP)      | 69e              |
| 155                 | Quentin Valognes (FRA)  | AB-4             |
| 156                 | Andrea Peron (ITA)      | 98e              |
| 157                 | Charles Planet (FRA)    | 79e              |
| 158                 | Martijn Verschoor (NED) | 131e             |
| Directeur sportif : |                         |                  |

| Sunweb SUN          | Sunweb SUN               | Sunweb SUN |
| ------------------- | ------------------------ | ---------- |
| Num                 | Coureur                  | Pos        |
| 161                 | Tom Dumoulin (NED) (Clm) | 3e         |
| 162                 | Phil Bauhaus (GER)       | NP-4       |
| 163                 | Chris Hamilton (AUS)     | 29e        |
| 164                 | Lennard Hofstede (NED)   | 104e       |
| 165                 | Lennard Kämna (GER)      | 64e        |
| 166                 | Sindre Lunke (NOR)       | 62e        |
| 167                 | Laurens ten Dam (NED)    | 40e        |
| 168                 | Albert Timmer (NED)      | 110e       |
| Directeur sportif : |                          |            |

| Sky SKY             | Sky SKY                  | Sky SKY |
| ------------------- | ------------------------ | ------- |
| Num                 | Coureur                  | Pos     |
| 171                 | Elia Viviani (ITA)       | 134e    |
| 172                 | Jonathan Dibben (GBR)    | 136e    |
| 173                 | Owain Doull (GBR)        | 116e    |
| 174                 | Kenny Elissonde (FRA)    | 28e     |
| 175                 | Tao Geoghegan Hart (GBR) | 65e     |
| 176                 | Peter Kennaugh (GBR)     | 41e     |
| 177                 |                          |         |
| 178                 |                          |         |
| Directeur sportif : |                          |         |

| Trek-Segafredo TFS  | Trek-Segafredo TFS     | Trek-Segafredo TFS |
| ------------------- | ---------------------- | ------------------ |
| Num                 | Coureur                | Pos                |
| 181                 | Alberto Contador (ESP) | 15e                |
| 182                 | Fumiyuki Beppu (JPN)   | 103e               |
| 183                 | Julien Bernard (FRA)   | 126e               |
| 184                 | Laurent Didier (LUX)   | 80e                |
| 185                 | Michael Gogl (AUT)     | 70e                |
| 186                 | Bauke Mollema (NED)    | 4e                 |
| 187                 | Kiel Reijnen (USA)     | 95e                |
| 188                 | Peter Stetina (USA)    | 37e                |
| Directeur sportif : |                        |                    |

| UAE Team Emirates UAD | UAE Team Emirates UAD   | UAE Team Emirates UAD |
| --------------------- | ----------------------- | --------------------- |
| Num                   | Coureur                 | Pos                   |
| 191                   | Andrea Guardini (ITA)   | 127e                  |
| 192                   | Simone Consonni (ITA)   | 117e                  |
| 193                   | Kristijan Đurasek (CRO) | AB-4                  |
| 194                   | Rui Costa (POR)         | 1er                   |
| 195                   | Louis Meintjes (RSA)    | 20e                   |
| 196                   | Manuele Mori (ITA)      | 88e                   |
| 197                   | Ben Swift (GBR)         | NP-4                  |
| 198                   | Diego Ulissi (ITA)      | 11e                   |
| Directeur sportif :   |                         |                       |